# The (International) Noise Conspiracy
The (International) Noise Conspiracy ist eine Rockgruppe aus Umeå, einer Stadt im Norden von Schweden.

## Geschichte
Gegründet wurde die Band 1998 vom Ex-Refused-Sänger Dennis Lyxzén zusammen mit Bassist Inge Johansson (ehemals „Totalt Jävla Mörker“), Sara Almgren (Gitarre, Orgel) sowie Schlagzeuger Ludwig Dahlberg. Der Gitarrist und Backup-Sänger Lars Strömberg war ehemaliges Mitglied der Band Separation.
Das von Tobby Holzinger produzierte Live-Album auf Your Choice Records sollte das letzte Dokument mit Sara Almgren sein, denn im Jahr 2003 verließ Sara Almgren die Band. Das Album Armed Love erschien im August 2004, das aktuelle, The Cross of My Calling im November 2008.
Mit Ausnahme zweier Alben erschienen alle Platten der Band auf Burning Heart Records.

## Stil
Die Gruppe bezieht sich musikalisch auf den Rock, Soul und Punkrock der 1960er und 1970er. Einflüsse von The Who über Blondie und besonders The Make Up sind nicht zu überhören.
Textlich setzt sich die Band vorrangig mit den negativen Auswirkungen der Globalisierung, des Kapitalismus, des Imperialismus, der Frauenfeindlichkeit und Rassismus auseinander.
Bands wie Division of Laura Lee werden vom Stil her oft mit der Band verglichen.

## Diskografie

### Alben
- 2000: Survival Sickness (Burning Heart Records)
- 2001: A New Morning, Changing Weather (Burning Heart Records)
- 2004: Armed Love (Burning Heart Records / American Recordings)
- 2008: The Cross of My Calling (Vagrant Records)

### Singles
- 1999: The Conspiracy (Premonition Records)
- 1999: Abolish Work (The Black Mask Collective)
- 1999: T.I.M.E.B.O.M.B (Carcrash Records)
- 1999: The Subversive Sound of the Conspiracy (Trans Solar Records)
- 2000: Smash It Up (Burning Heart Records)
- 2001: The Reproduction of Death (Burning Heart Records)
- 2001: Capitalism Stole My Virginity (Burning Heart Records)
- 2002: Bigger Cages, Longer Chains (Burning Heart Records)
- 2003: Up for Sale (Burning Heart Records)
- 2004: Black Mask (Burning Heart Records)
- 2004: A Small Demand (Burning Heart Records)

## Belege
1. 1 2  Chartquellen: DE UK SE